# Giardino alla francese
Il giardino alla francese o giardino formale francese (in francese: Jardin à la française o Jardin régulier) rappresenta l'espressione del classicismo barocco nell'arte del giardinaggio; uno stile di giardini incentrato sulla simmetria, decorazioni vegetali ricercate, statue, giochi d'acqua e grandiose prospettive che si perdono nelle foreste naturali. È un dare un ordine alla natura ricercando una perfezione formale in una sontuosità teatrale.

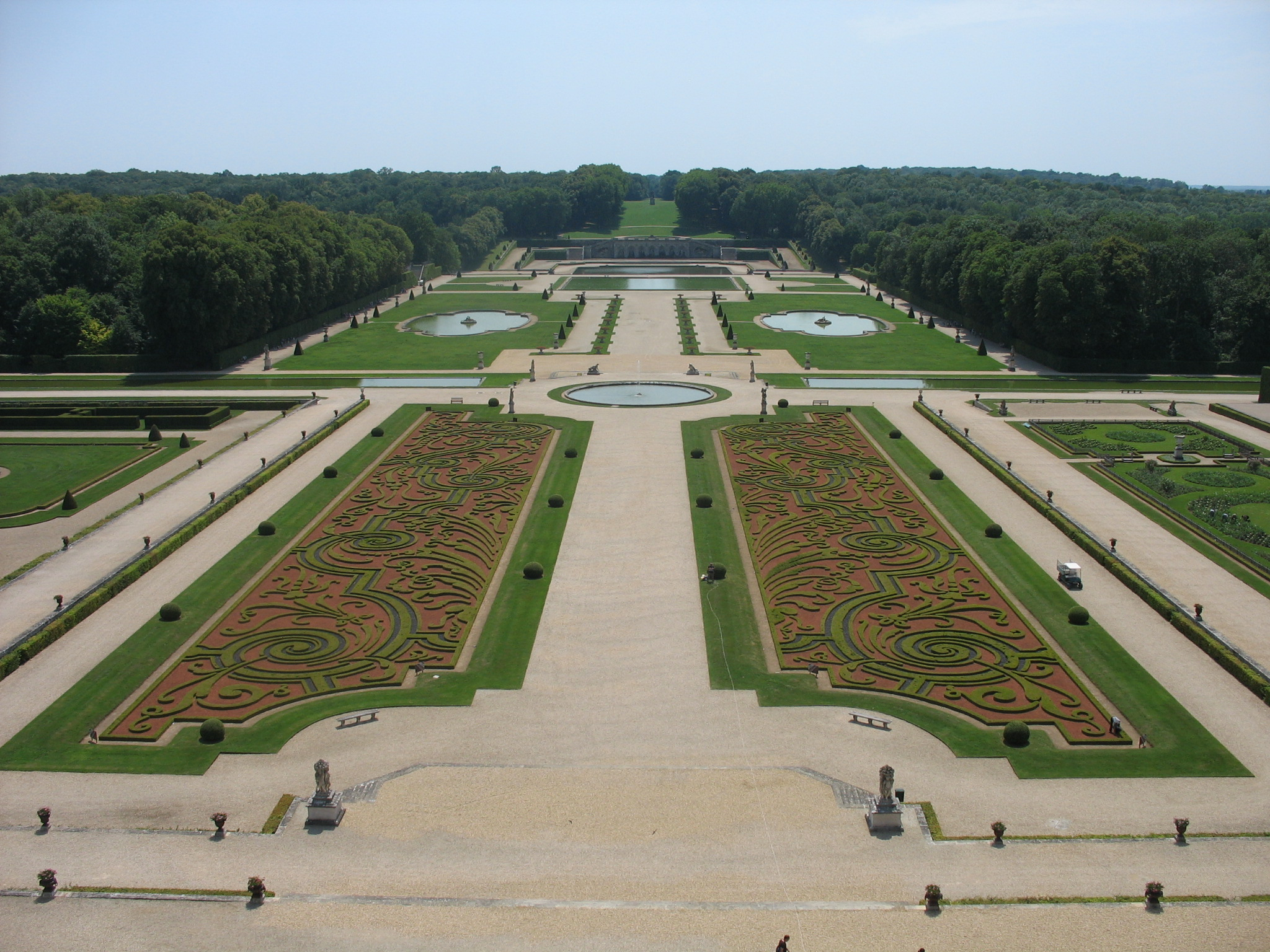
I giardini di Castello di Vaux-le-Vicomte.

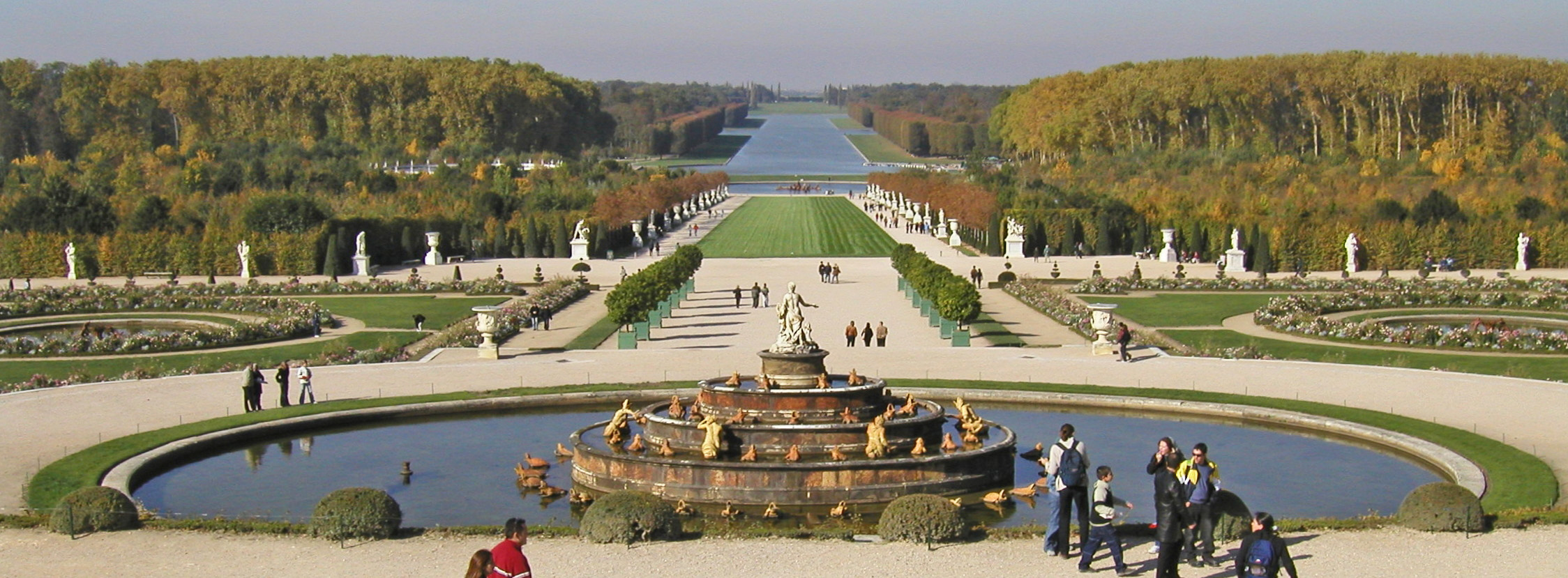
La prospettiva centrale dei giardini di Versailles.

Sviluppatosi dal giardino rinascimentale francese (a sua volta fortemente improntato sul giardino all'italiana), culmina nel XVII secolo con la creazione dei Giardini di Versailles dal celebre architetto André Le Nôtre per Luigi XIV di Francia; atti a divenire un esempio da seguire per tutte le corti d'Europa.

## Storia

### L'influenza del Rinascimento

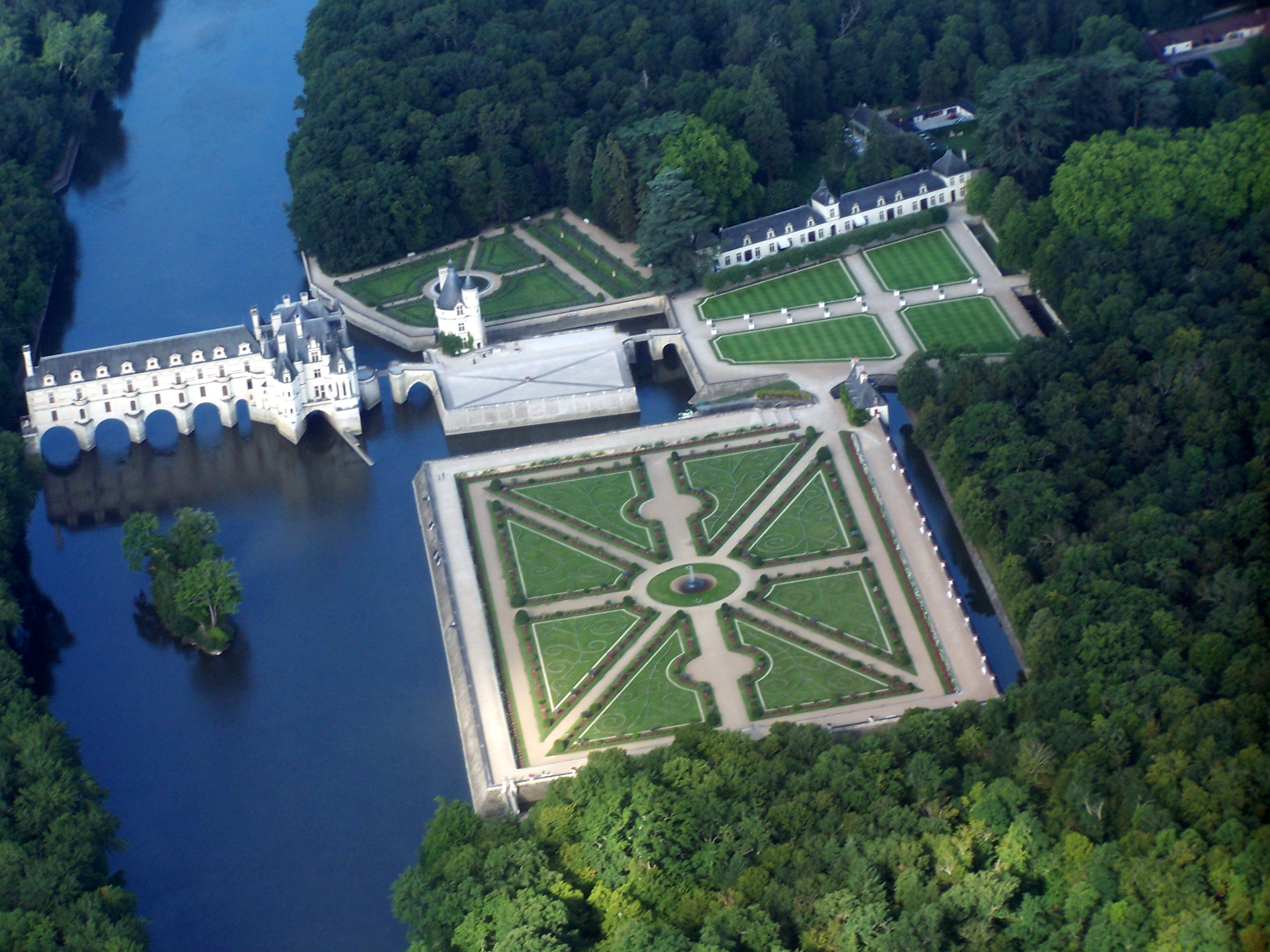
Veduta del parco del castello di Chenonceau con i giardini separati e murati.

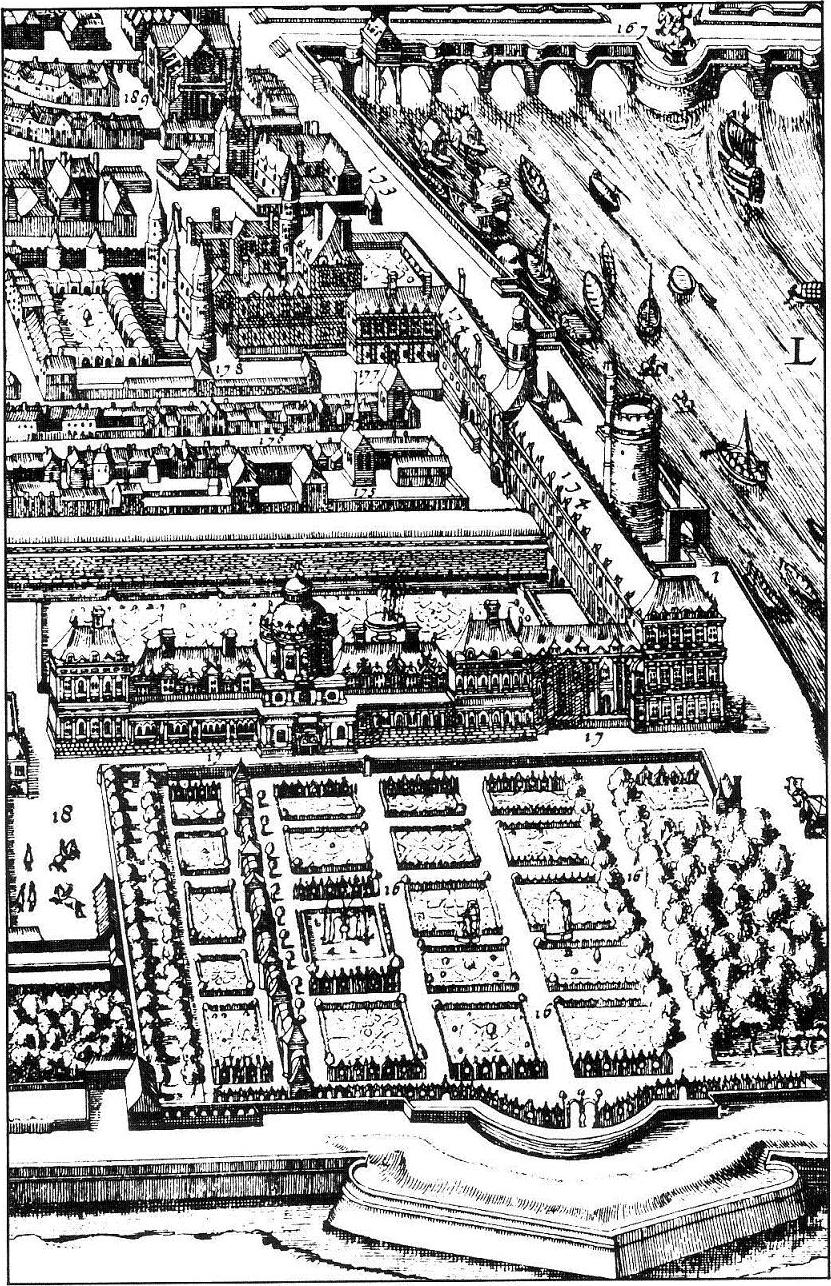
Stampa del 1615 del Giardino delle Tuileries secondo l'impianto di Caterina de' Medici.

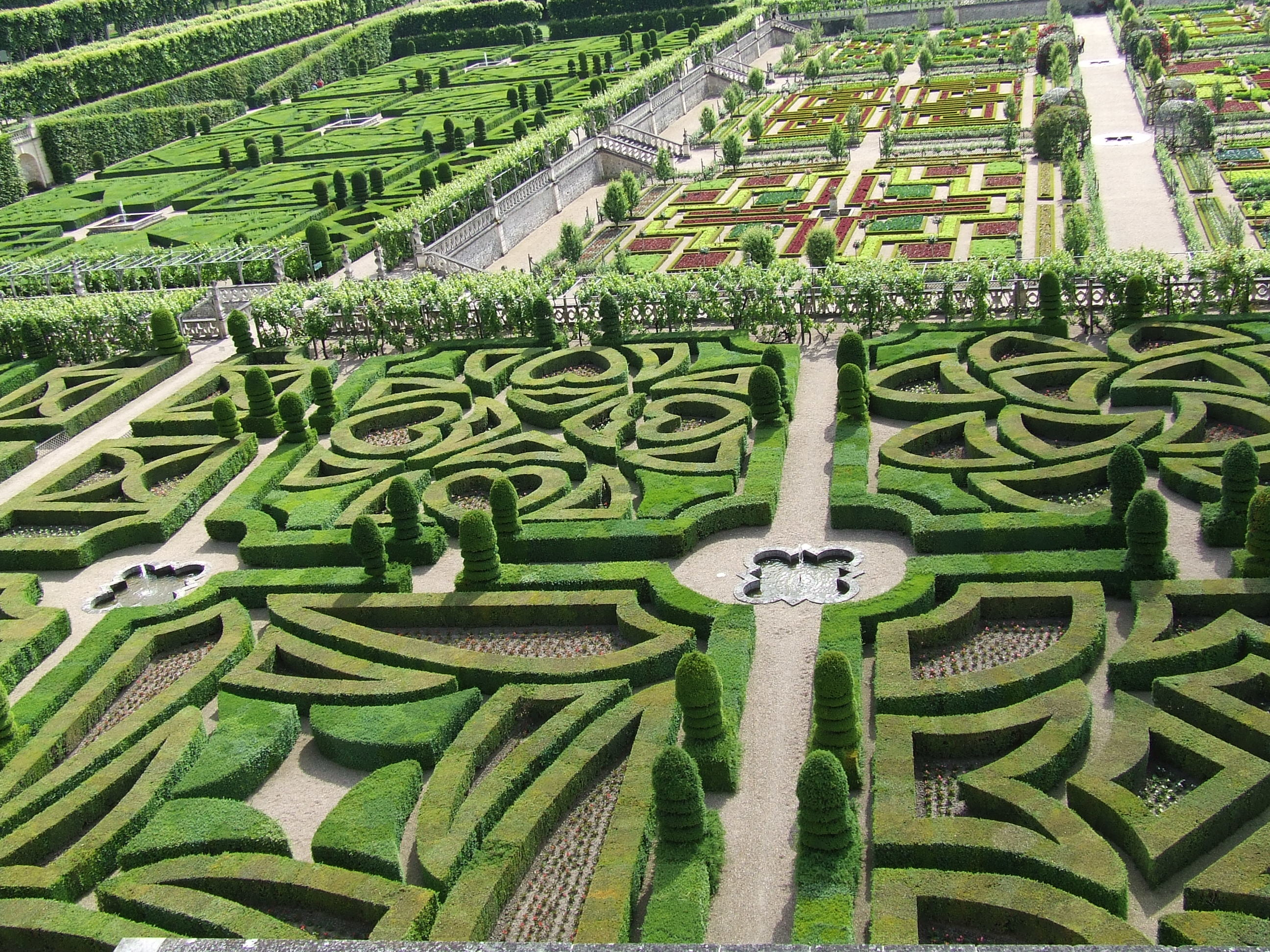
Il giardino rinascimentale francese del castello di Villandry.

Il giardino alla francese si è evoluto dal giardino rinascimentale francese dell'inizio del XVI secolo, a sua volta direttamente ispirato al giardino rinascimentale italiano. Il giardino all'italiana, improntato sul Giardino di Boboli a Firenze o a quello di Villa d'Este a Tivoli, era caratterizzato da parterres di forme geometriche disposti in modo simmetrico e bordati da siepi tagliate, fontane e cascate, scale e rampe che uniscono i vari livelli e terrazze, grotte, labirinti, statue ed elementi mitologici. Erano concepiti per conferire armonia e ordine alla natura, ideali del Rinascimento, conservando l'eredità dell'Antica Roma.
Nel 1495 re Carlo VIII durante la sua Campagna d'Italia discese a Napoli e rimase entusiasta dei giardini degli Aragonesi. Convinse così gli architetti, Pacello da Mercogliano e Giovanni Giocondo, autori dei giardini della Villa di Poggioreale, a seguirlo in Francia. Carlo VIII commissionò loro i giardini del Castello di Amboise e di Château Gaillard, sue residenze. Il suo successore, Luigi XII, che viaggiò molto in Italia, creò un giardino all'italiana al Castello di Blois.
Verso il 1528 Francesco I inizia i nuovi giardini del Castello di Fontainebleau, ricco di parterres, fontane, una foresta di pini importati dalla Provenza e la prima grotta artificiale di Francia.
Il Castello di Chenonceau presenta due giardini creati secondo il "nuovo stile", uno venne realizzato nel 1551 per volere di Diana di Poitiers, il secondo, nel 1560, voluto da Caterina de' Medici.
Nel 1564 la regina di Francia Caterina de' Medici commissiona la creazione dei celebri Giardino delle Tuileries, il più bello e grande parco di Parigi. Era uno spazio chiuso che misurava 500 metri di lunghezza e 300 di larghezza. Era diviso in scomparti rettangolari da sei viottoli e le sezioni erano piantate con prati, aiuole, e piccoli gruppi di cinque alberi, chiamati Quinconces; non mancavano parti con orti e vigneti.
I Giardini delle Tuileries furono utilizzati per le sontuose feste reali di Caterina, in onore degli ambasciatori della regina Elisabetta I e per il matrimonio di sua figlia, Margherita di Valois con il futuro Enrico IV.

### Castello di Anet
Una svolta decisiva si ebbe nel 1536 per opera del celebre architetto Philibert Delorme. Dal suo ritorno da un viaggio a Roma, creò i giardini del castello di Anet. Si incentravano su un'attenta armonia creata da parterres e da specchi d'acqua inglobati in sezioni di prati verdi. Divenne uno dei primi e più influenti esempi di giardino alla francese.
Tuttavia i giardini rinascimentali francesi, anche se diversi nello spirito e concezione da quelli medievali, apparivano ancora distaccati dagli edifici, circondati da muri e non sempre fusi armoniosamente fra loro.
Tutto questo cambierà nella metà del XVII secolo, con la nascita del vero giardino alla francese barocco.

### Vaux-le-Vicomte

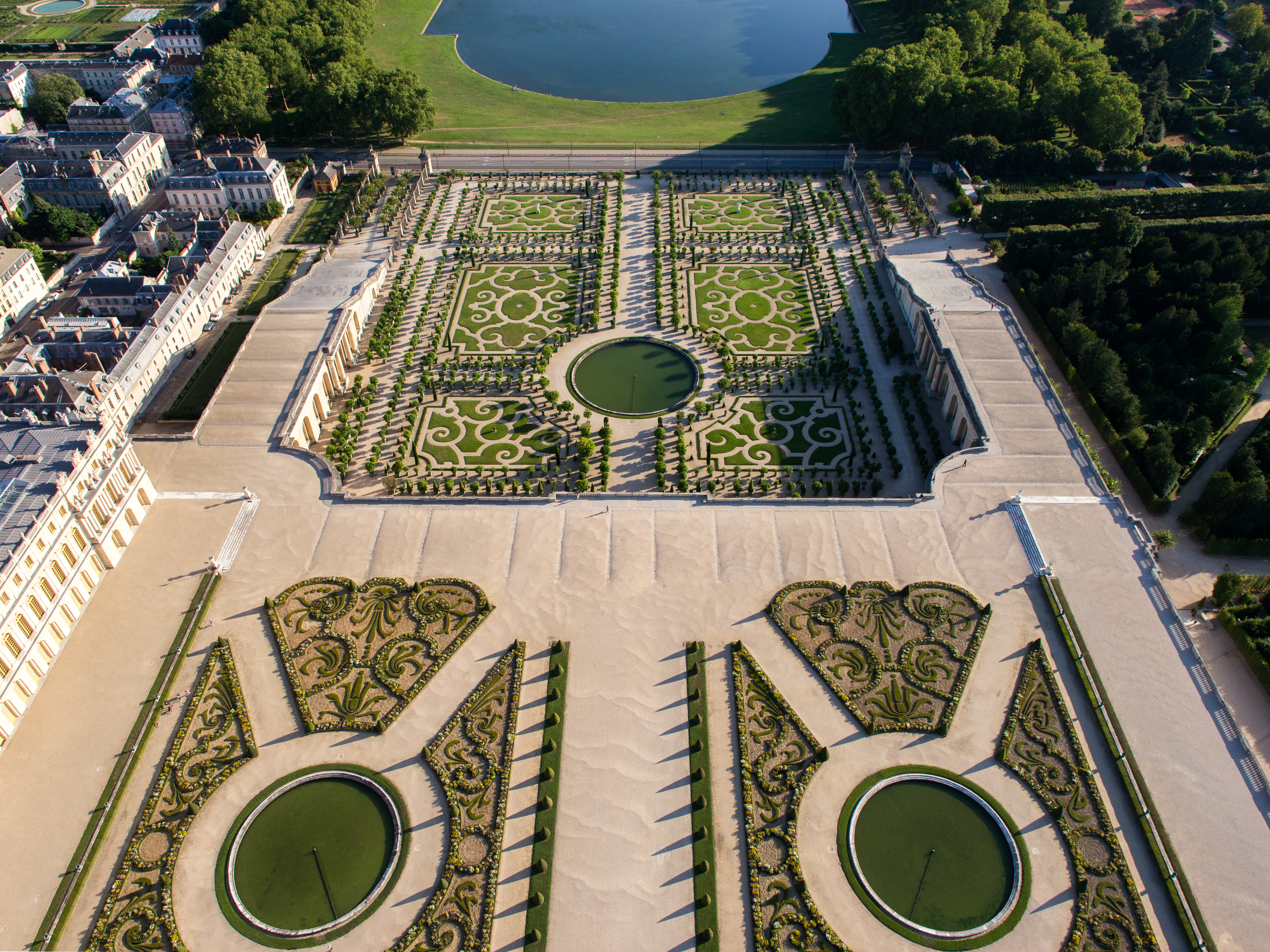
Veduta aerea dei Parterres a ricami vegetali della reggia di Versailles.

Il primo importante giardino alla francese fu realizzato nel castello di Vaux-le-Vicomte, voluto da Nicolas Fouquet, il sovrintendente alle finanze del re Luigi XIV di Francia. Verso il 1656 Fouquet commissionò a Louis Le Vau il progetto del castello e a André Le Nôtre la creazione dei giardini. Per la prima volta il castello e il parco apparivano perfettamente integrati. Una grande prospettiva di 1500 metri parte dai piedi del castello, taglia il bosco e attraversando tutto il parco, termina in cima a una collinetta ove è posta la statua ispirata all'Ercole Farnese. Lo spazio è organizzato con vialetti intervallati da statue, fontane, vasche, canali secondo una disposizione simmetrica all'asse prospettico. All'inizio della prospettiva è l'Esplanade (spianata) ritmata da parterres bordati da siepi sempreverdi ora disposte anche a disegno che, con l'aggiunta di sabbie colorate, formano i cosiddetti ricami vegetali barocchi. 
Il castello è al centro di questa ferrea organizzazione dello spazio, a simboleggiare il "potere e il successo". Dal castello si irradia il giardino, anche concepito per essere visto dalle finestre del Piano nobile, il primo piano.

### Versailles

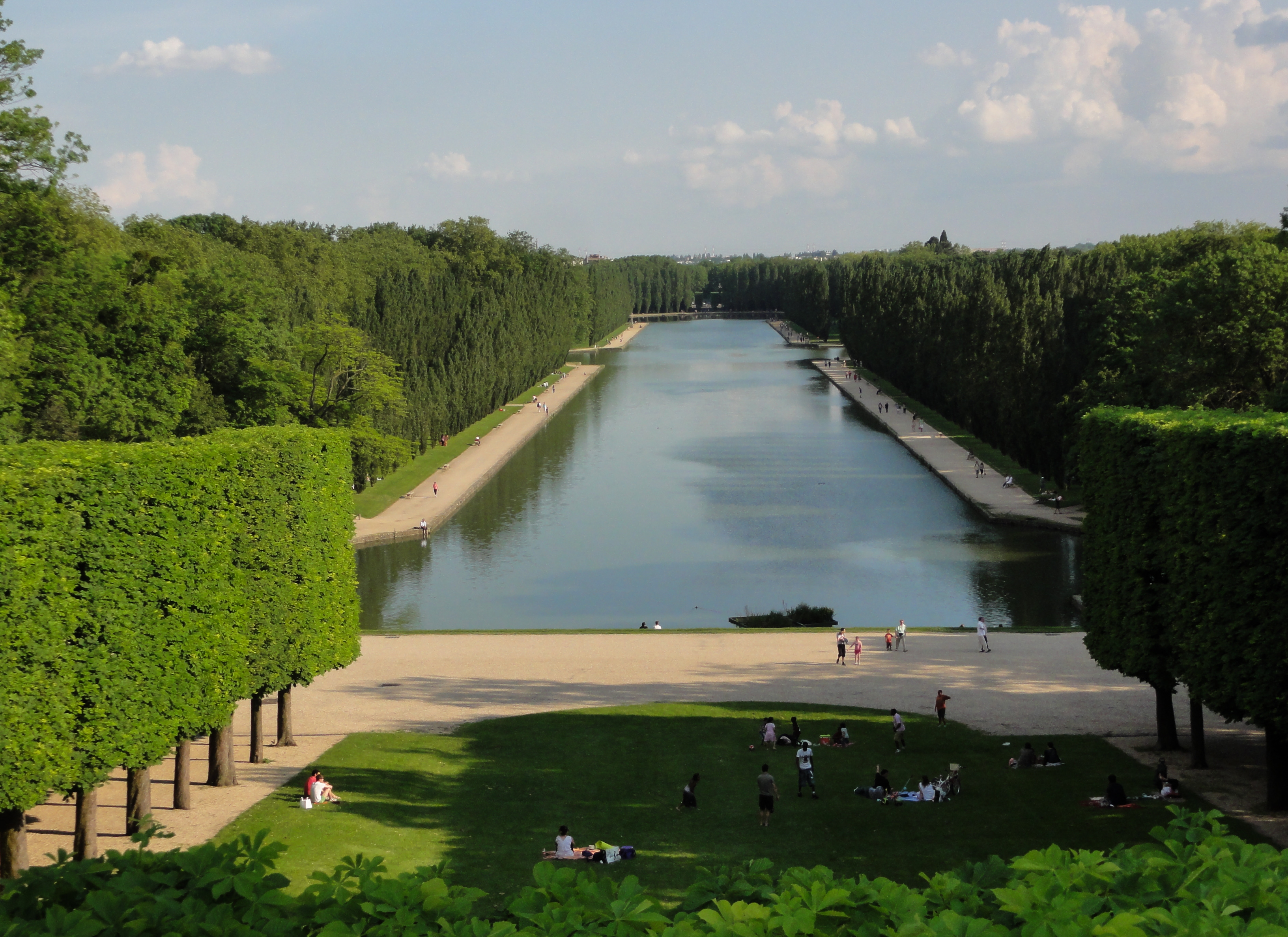
Veduta dei viali prospettici con topiere del parco del Castello di Sceaux.

I Giardini di Versailles, creati per volere del Re Sole dal grande architetto Le Nôtre tra il 1662 e il 1700, rappresentano il massimo esempio dei giardini alla francese. All'epoca erano i più vasti giardini d'Europa, con una superficie di 15000 ettari, concepiti per stupire con le grandi feste e sono stati realizzati lungo l'Asse del Sole, una prospettiva ciclopica che corre da est a ovest attraversando il castello, lungo il corso solare. Sorge al di là della Corte d'Onore, incrocia il castello nellaCamera del Re e tramonta alla fine del Grand Canal riflettendosi negli specchi della Galerie des Glaces. 
A destra e a sinistra dell'asse centrale tagliano la vegetazione ampi viali laterali prospettici e simmetrici, necessari alle passeggiate in carrozza del cerimoniale reale. 
In contrasto alla grande prospettiva, tutt'intorno si aprono una moltitudine di boschetti, sorta di piccoli giardini riccamente adorni di statue, fontane colonne atti a creare ambienti più intimi a destar sorpresa e stupore e a ospitare gli spettacoli dei Divertimenti reali.

### Chantilly e Saint-Germain

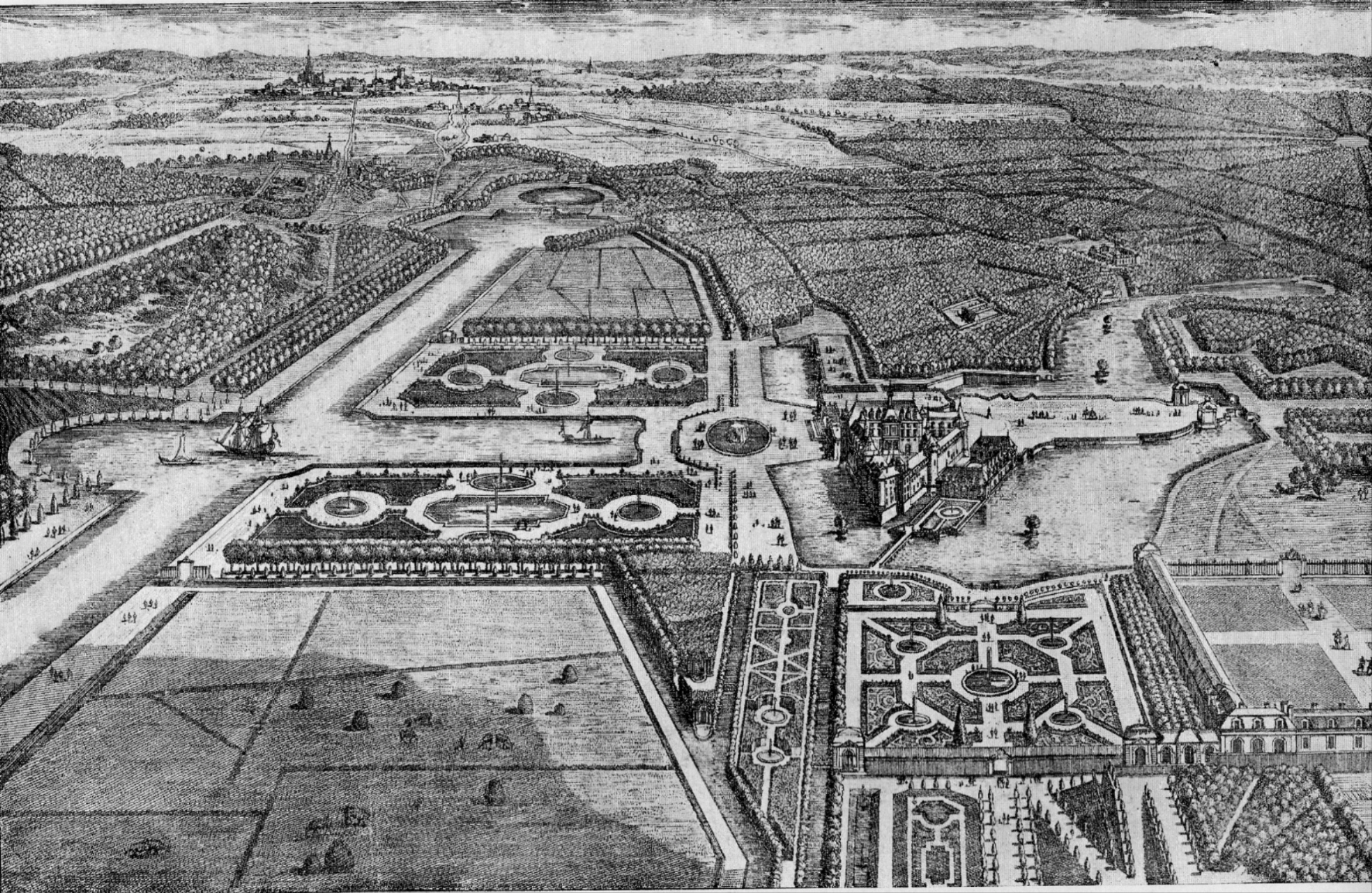
Il Castello di Chantilly incastonato nel parco.

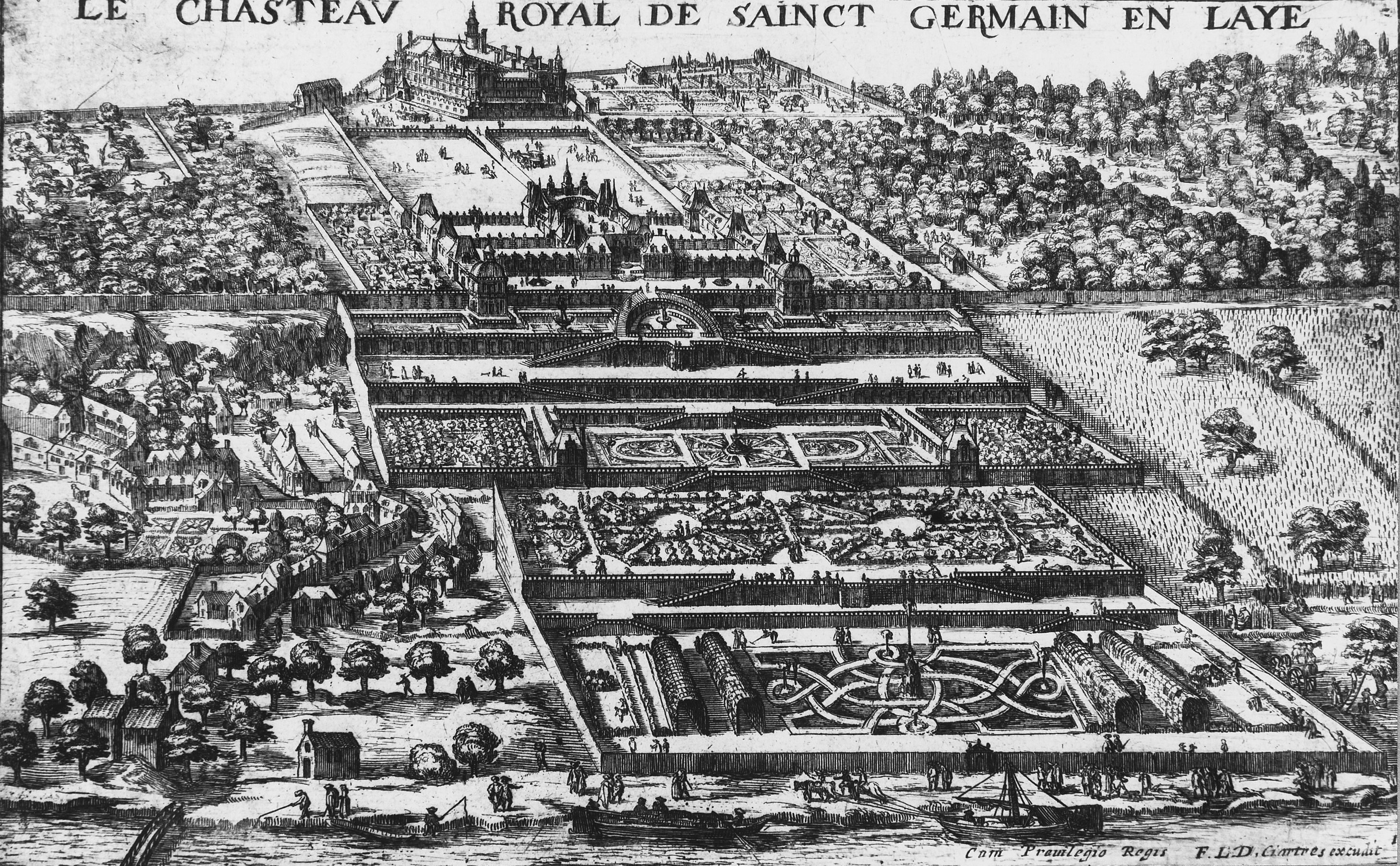
I giardini del Castello di Saint-Germain-en-Laye.

Fino a questo momento i giardini erano stati concepiti in funzione dell'architettura e percepiti come un prolungamento del castello, il quale si trovava al centro dell'irradiamento prospettico-vegetale. Con la creazione dei giardini del principe di Condé, detto il Gran Condé, per il Castello di Chantilly, Le Nôtre apporta un fondamentale cambiamento, trasformando il castello in un accessorio dell'immenso giardino, all'interno del quale occupa solo uno scomparto. Questa tendenza si afferma anche nel parco del Castello di Saint-Germain-en-Laye, dove il Re Sole ordina la costruzione di un nuovo castello (oggi perduto) con giardini digradanti in terrazzamenti sul crinale della collina che scende alla Senna. Il "Castel Nuovo", allineato a quello "Vecchio", appare inserito nella scacchiera degli scomparti tracciati da viali e terrazze.

### Declino

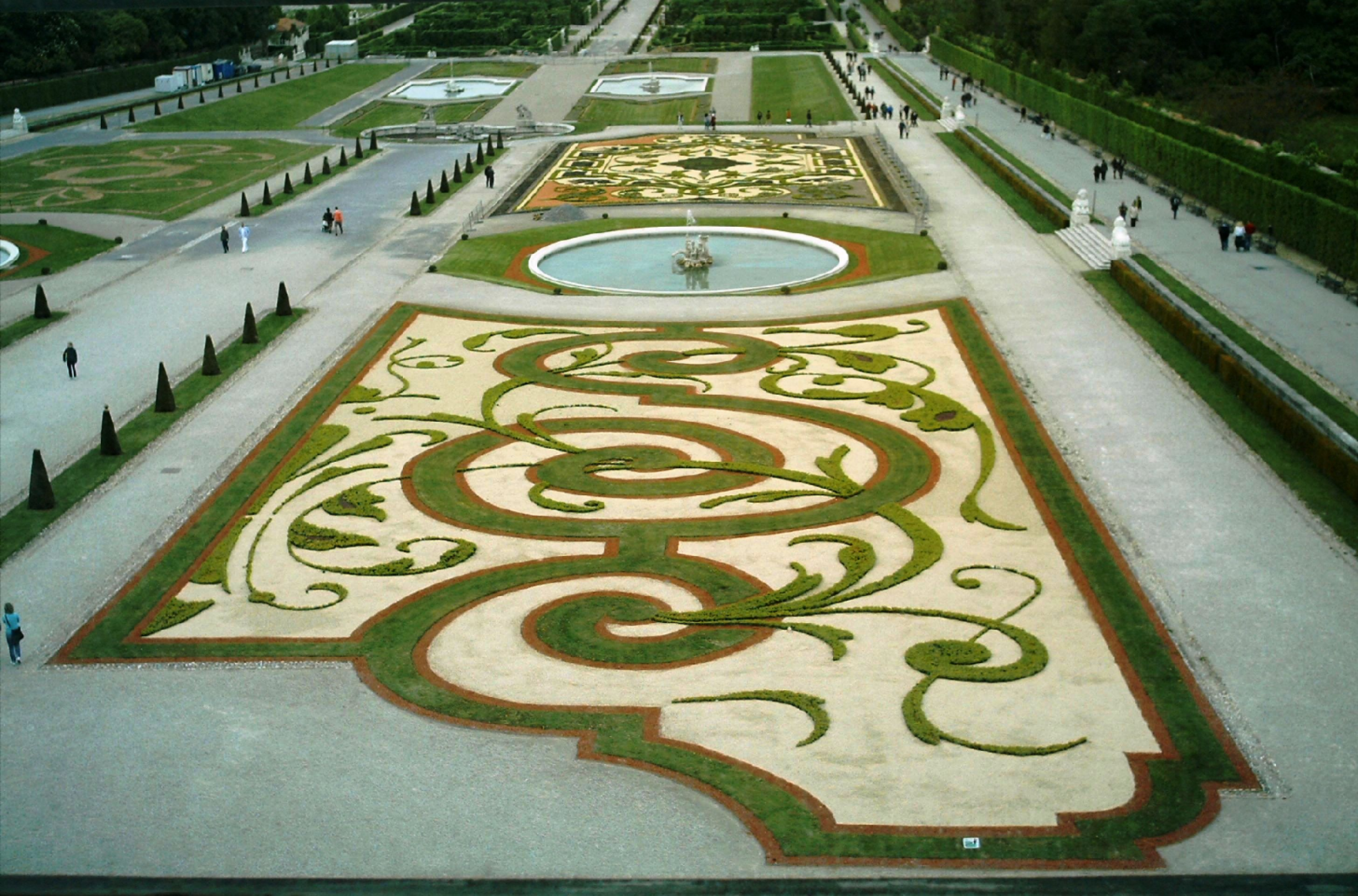
I giardini a ricami vegetali di sabbia del Castello del Belvedere di Vienna.

André Le Nôtre muore nel 1700, ma i suoi allievi e le sue idee continuano a dominare la concezione dei giardini in Francia durante tutto il regno di Luigi XV. Suo nipote Claude Desgots, crea nel 1717 un giardino a Bagnolet per il duca Filippo II di Borbone-Orléans e a Champs-sur-Marne. Jean-Charles Garnier d'Isle, genero di Desgots, disegna un giardino per Madame de Pompadour a Crécy nel 1746 e a Bellevue (Hauts-de-Seine) nel 1748-50. Il suo pupillo Dominique Girard, creerà nella prima parte del '700, dei bellissimi giardini in area germanica, fra cui quelli del Castello del Belvedere  a Vienna, del Castello di Nymphenburg a Monaco di Baviera.
Progressivamente cominciarono ad apparire forme di semplificazione alle geometrie e soprattutto ai complessi ricami vegetali, questi ultimi sostituiti da parterres erbosi bordati da bordure di fiori, più facili da curare.
Verso la metà del '700 i Gesuiti presenti alla Corte imperiale cinese introducono in Europa-Francia l'interesse per l'Arte cinese, la moda delle cosiddette cineserie e quindi dei giardini "naturali", ove la mano umana era concentrata a ricreare in piccolo la grande natura delle valli, delle montagne, dei laghi, dei boschi. Inoltre con l'affermarsi dello stile Rococò il giardino evolve, gli spazi aperti si suddividono in molteplici boschetti, Folies de jardin, e bucolici decori pastorali. Si iniziò a rigettare le forme geometriche e simmetriche del giardino classico alla francese in favore di linee più naturali e scene campestri. 

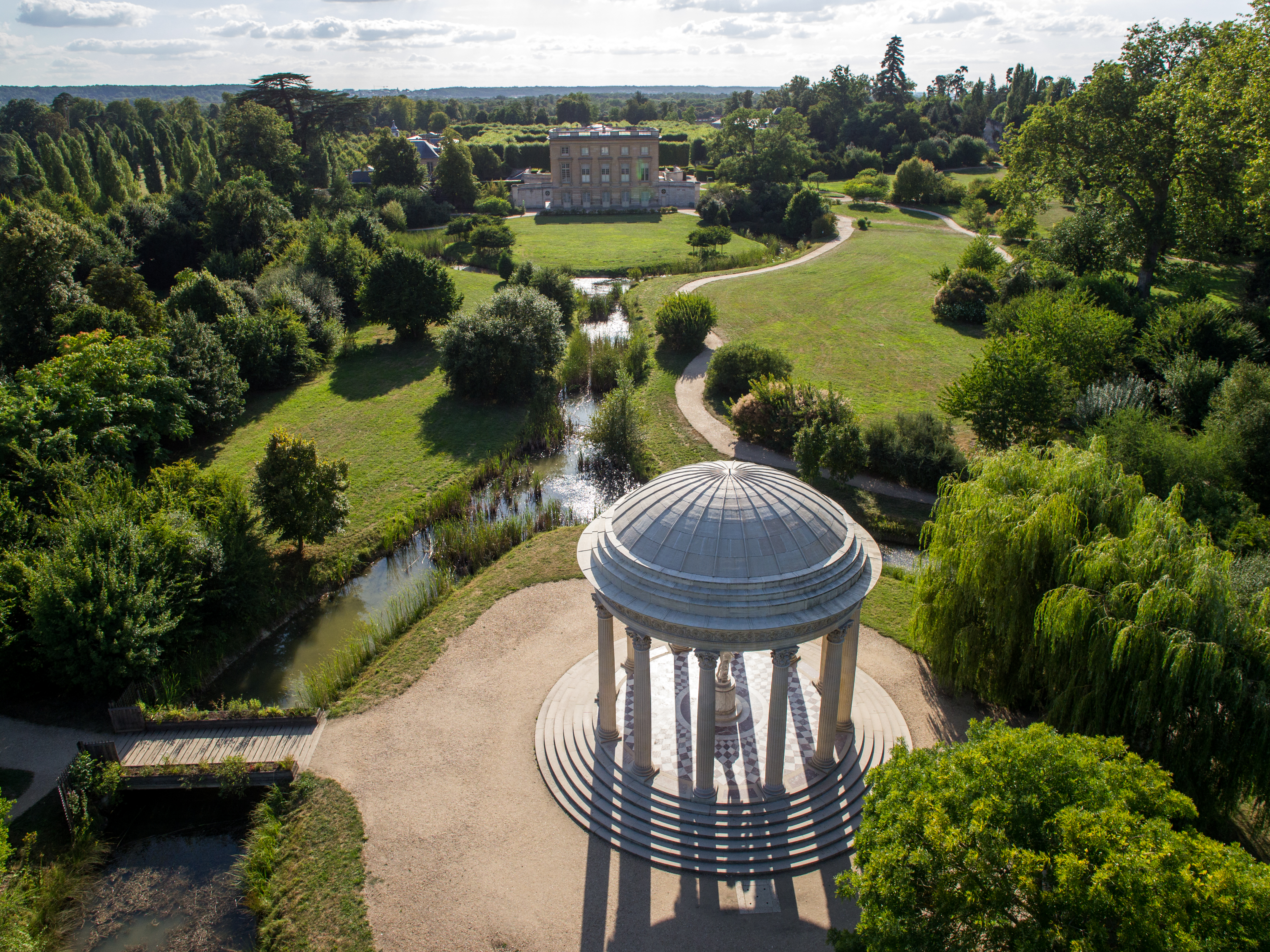
Il parco del Petit Trianon.

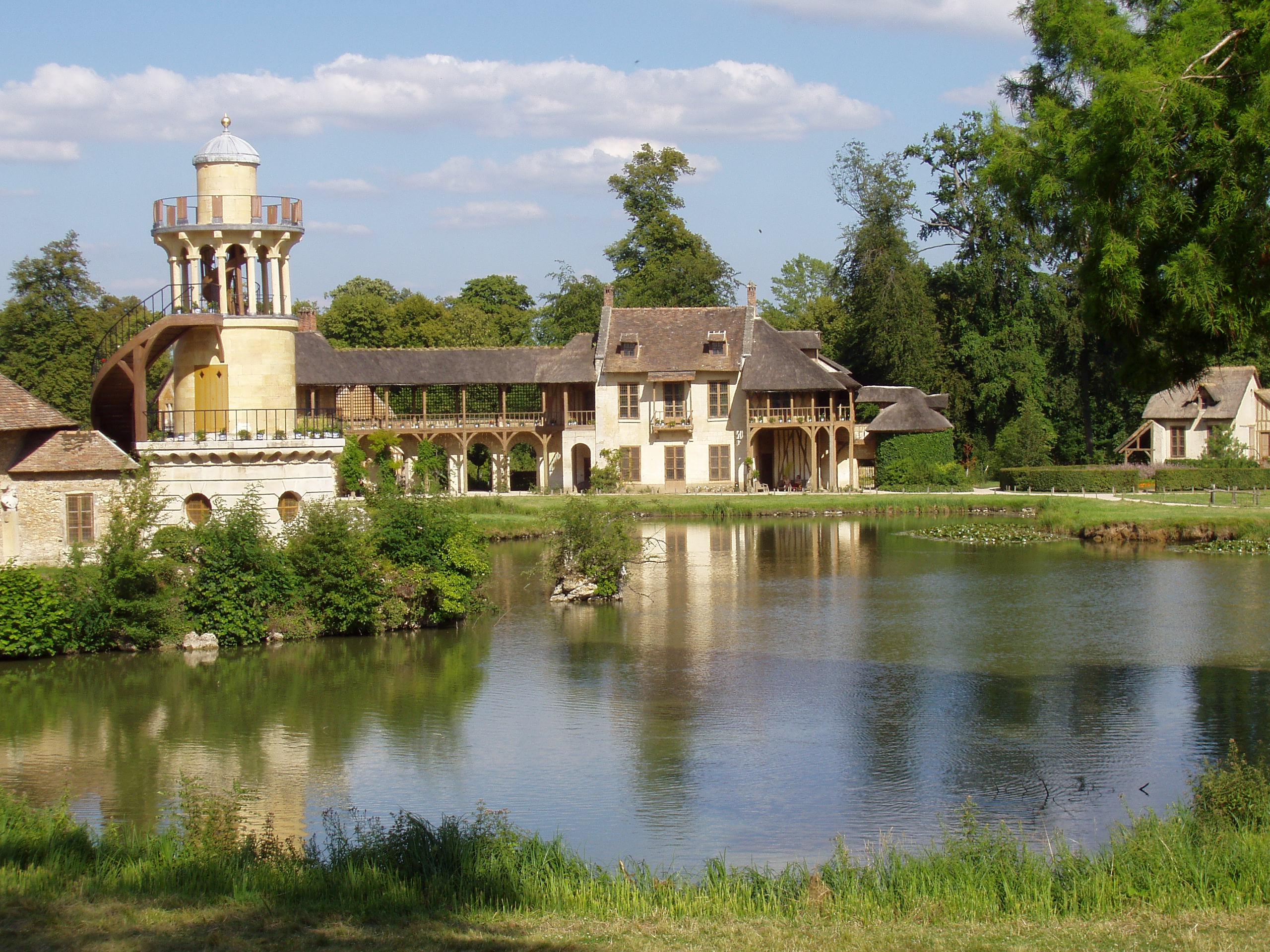
L'Hameau de la Reine.

Il gusto per l'esotismo e il bucolico campestre cresce ulteriormente sotto Luigi XVI di Francia e i giardini cominciano a prender una forma pre-romantica. 
Allo stesso momento, sotto l'influsso esotico, si affacciava uno nuovo stile di giardini, quello inglese, creato dagli aristocratici britannici. In molti parchi e proprietà francesi si continuò a mantenere i giardini tradizionali alla francese nelle zone attorno agli edifici principali, mentre il resto del parco veniva man mano trasformato in un nuovo stile detto "Jardin à l'anglaise", anglo-chinois, exotiques, o pittoresques. Era nato il giardino all'inglese. Notevoli esempi sono i giardini di Maria Antonietta d'Asburgo-Lorena: 
- Il Giardini del Trianon, giardino "anglo-cinese" dove non si vuole rappresentare solo la natura, ma la natura intera nello scorcio di pochi chilometri quadrati: piante francesi, indiane, africane, tulipani, magnolie del Sud, un laghetto e un ruscello, un monte e una grotta, una rovina romantica e casette campestri, templi ellenici e pagode cinesi, mulini a vento di Fiandra, il Nord e il Sud, l'Oriente e l'Occidente, tutto artificioso e per tutto autentico (da principio l'architetto avrebbe voluto inserire anche un vulcano eruttante fuoco, ma il progetto risultò troppo dispendioso).
- L'Hameau de la Reine, luogo campestre, adibito anche a fattoria, è uno dei simboli dell'influenza delle idee di fisiocrati e filosofi illuministi sulla nobiltà del tempo. Venne commissionato durante l'inverno 1782-83 dalla regina per allontanarsi dai vincoli e formalità della corte di Versailles e avvicinarsi a uno stile di vita più rustico ispirato dagli scritti di Jean-Jacques Rousseau. Intorno a un lago artificiale l'architetto Richard Mique fece erigere dodici edifici con pareti di legno e tetto di paglia, di ispirazione normanna. Ogni edificio è circondato da un orto, un frutteto o un giardino. L'edificio maggiore è la casa della regina, al centro del borgo; quest'ultimo appare diviso da un fiumiciattolo che si diparte dal lago e viene attraversato da un piccolo ponte di pietra.

La fine del giardino alla francese è accompagnata dalla caduta del centralismo monarchico assoluto avvenuto con Rivoluzione francese. Inoltre l'affermarsi del cosiddetto Jardin Paysager (giardino paesaggistico), non più ispirato dall'architettura, ma dalla pittura, letteratura e filosofia, portò alla fine definitiva della moda del giardino alla francese.

### Rinascita

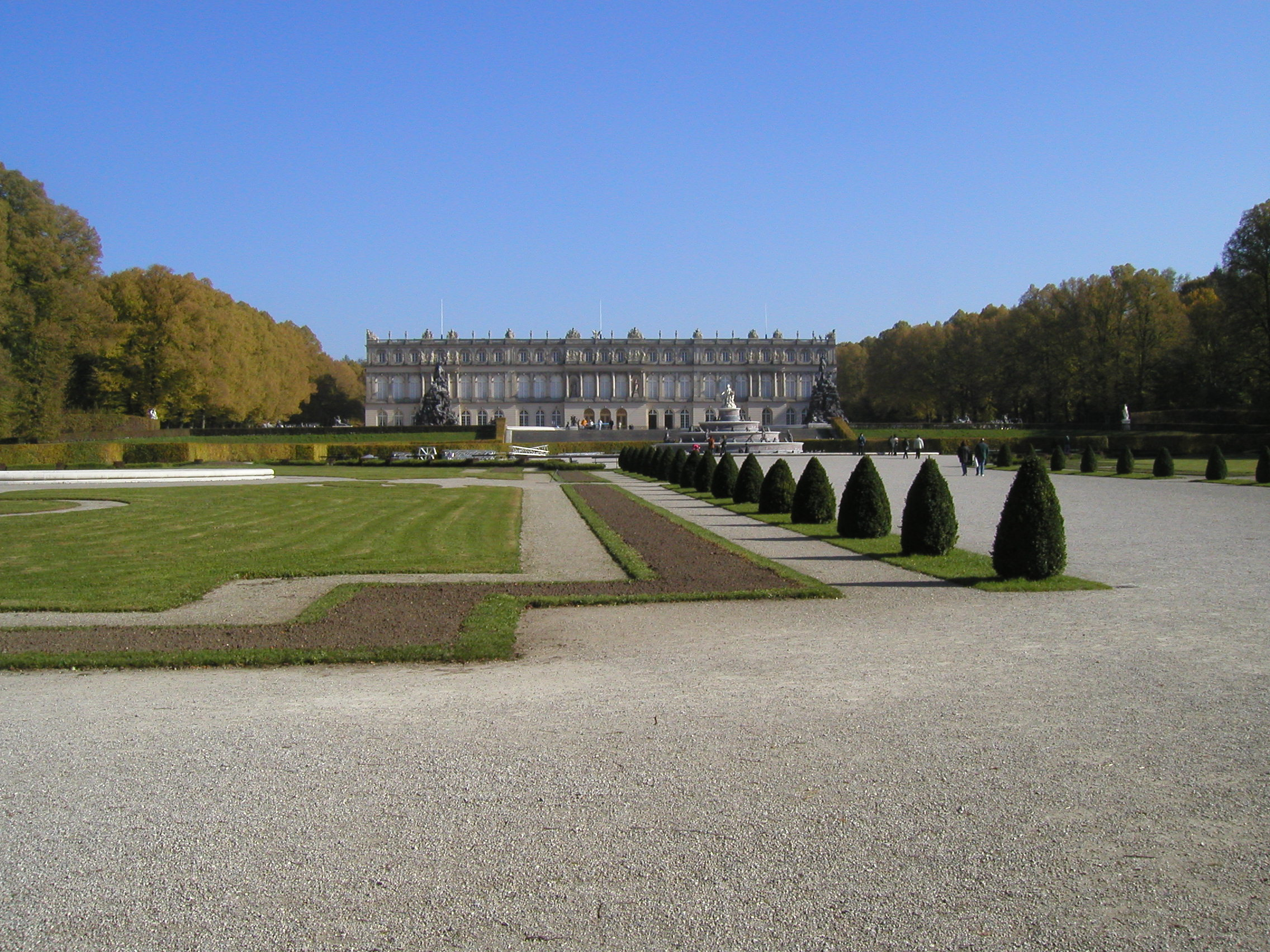
I giardini del Castello di Herrenchiemsee, in Baviera.

Fra il XIX e il XX secolo si ha una rinnovazione. I paesaggisti Henri e Achille Duchêne diffondono il giardino classico teatrale, ispirato e impiantato sullo stile dei giardini alla francese barocchi. 
La rinascita dell'interesse per il giardino alla francese dà luogo alla creazione di opere magnifiche. Fra i migliori esempi sono i giardini del castello di Linderhof (1863-80) e del castello di Herrenchiemsee(1875-81) creati da Carl von Effner per il re Ludovico II di Baviera.
Jean-Charles Alphand integra, al Parc Borély di Marsiglia, nell'asse del castello, un giardino alla francese del XIX secolo e un parco all'inglese intorno a un lago con cascata.
Fra i contemporanei si ricorda una rara realizzazione di giardino alla francese eseguita dallo scenografo Jacques Garcia nel Castello di Champ-de-Bataille, vicino a Le Neubourg, nell'Alta Normandia.

## Caratteristiche

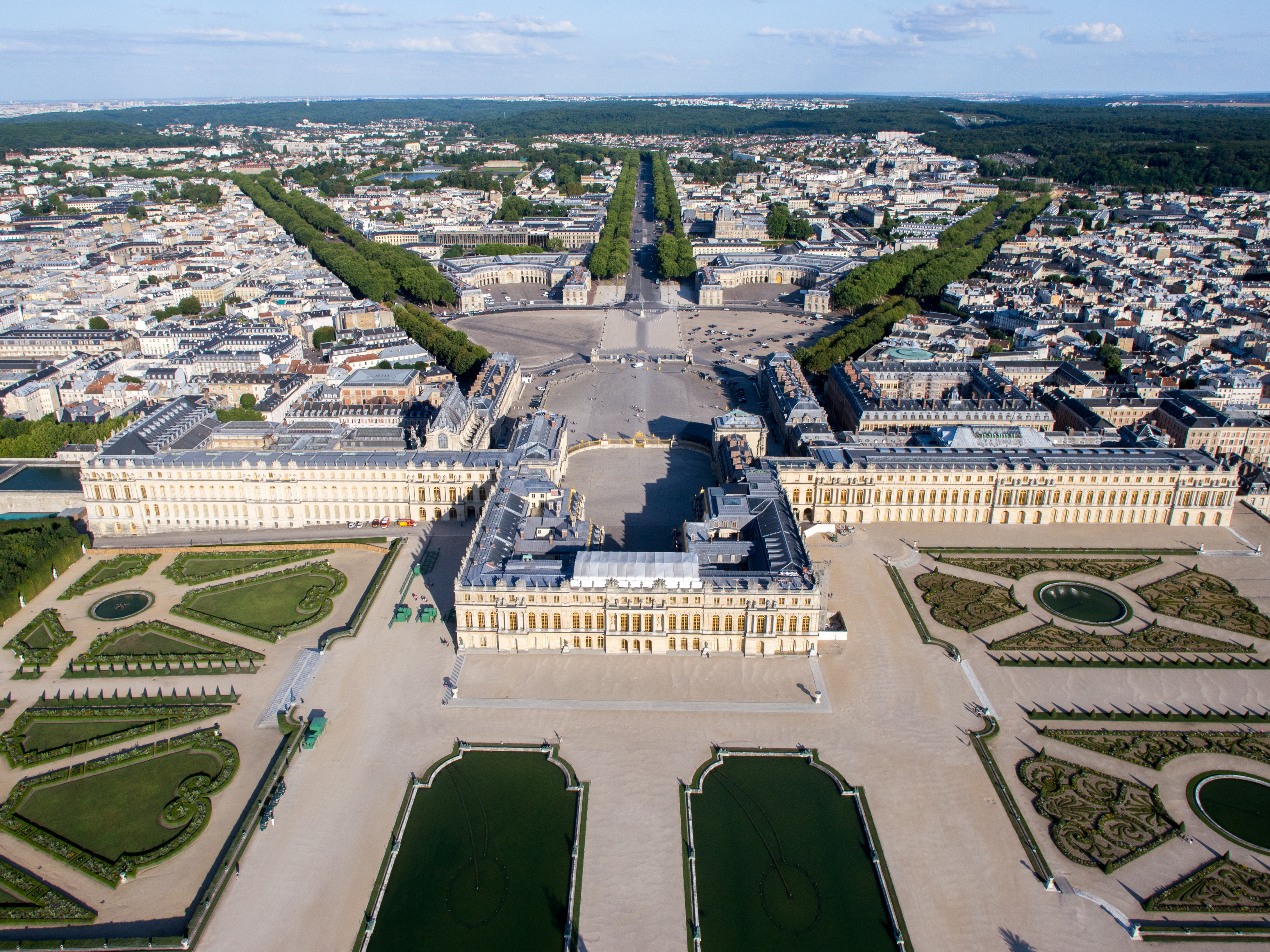
Veduta aerea dell'impianto del Parco di Versailles.

- La planimetria è geometrica e simmetrica e sfrutta pienamente i principi dell'ottica e della prospettiva. Un asse centrale attraversa il giardino che vi si organizza di conseguenza, in modo simmetrico.
- Il disegno dei parterres e gli specchi d'acqua si integrano agli scomparti piantumati[8] e più si avvicinano all'abitazione e più i parterres sono elaborati.
- Tutte le soprelevazioni vegetali (alberi, graticci, siepi) sono potati in modo da formare ora dei veri e propri muri vegetali e ora delle sculture e trofei.
- Una terrazza sopraelevata domina il giardino suscitando nel visitatore la voglia di scoprire il giardino man mano che avanza.[12] La teatralità si esprime attraverso la sorpresa, il visitatore che si addentra nel giardino deve scoprire sempre nuove prospettive e luoghi nascosti e segreti. Le terrazze sono studiate in modo da mascherare i parterres sottostanti, che vengono all'occhio solo man mano che ci si addentra nel giardino. La spettacolarità culmina nei complessi giochi d'acqua dati da fontane, getti, stantuffi, cascate.
- Il simbolismo dei giardini rinascimentali è semplificato, ridotto alla presenza di statue che ritmano i viali

## Colori, fiori  e alberi

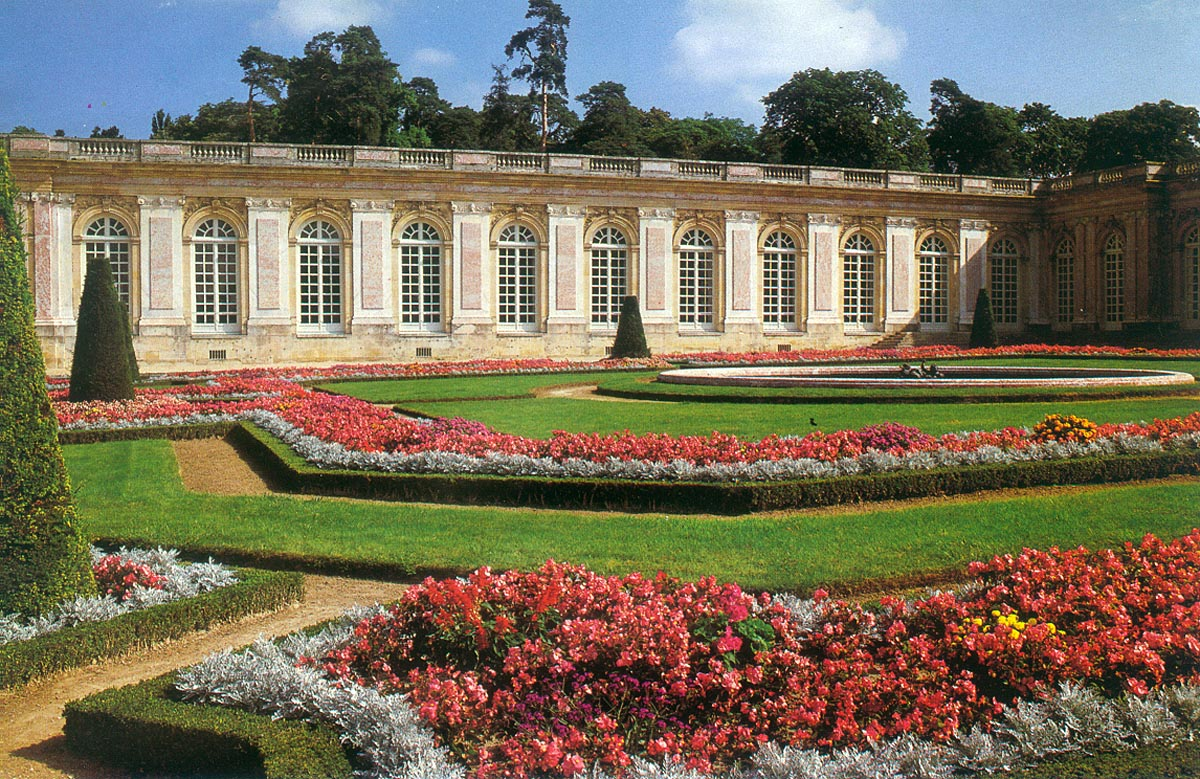
I parterres fioriti del giardino del Grand Trianon.

Le ornamentazioni floreali erano relativamente rare nei giardini francesi del XVII secolo, i fiori esotici e i bulbi di tulipani arrivavano dalla Turchia o dai Paesi Bassi erano dunque decisamente costosi.
A Versailles ad esempio le aiuole fiorite si trovavano solo nei parterres vicino al castello, il Parterre du Nord e il Parterre du Midi; o nel giardino del Grand Trianon. I fiori, generalmente provenienti dalla Provenza, erano tenuti in vasi che venivano interrati e cambiati tre o quattro volte l'anno. I registri reali di Versailles mostrano, ad esempio, che nel 1686 nella reggia furono utilizzati 20.050 bulbi di narcisi, 23.000 Ciclamini e 1.700 Gigli.
Molto usate erano anche delle sabbie colorate, ocra, beige, rosse o nere, per riempire i vuoti dei complicati intrecci ornamentali dei parterres e conferire così più profondità e colore ai giardini.

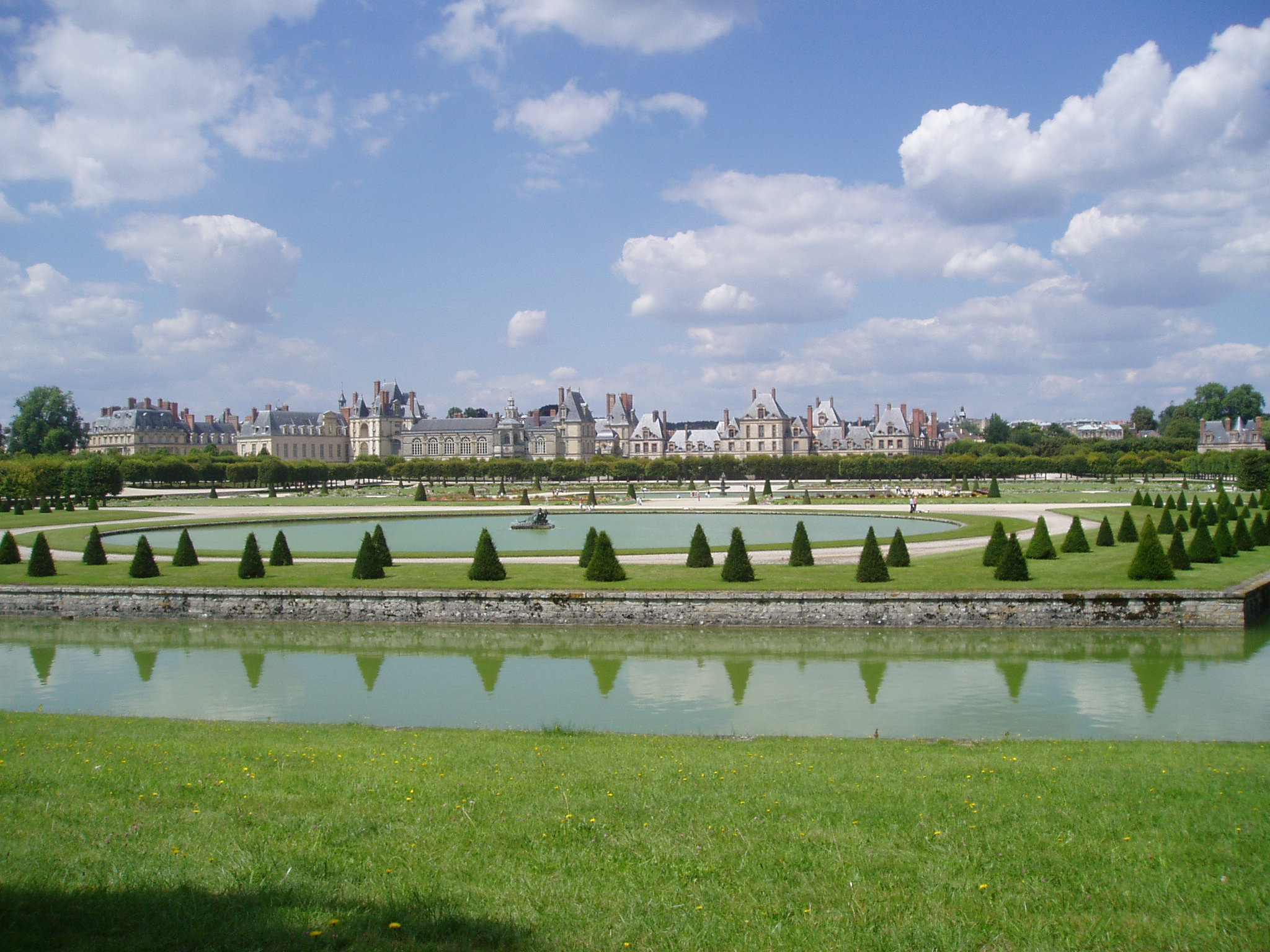
Veduta dei giardini del Castello di Fontainebleau con i tassi tagliati a coni (topiere).

Un elemento molto importante dei giardini alla francese è rappresentato dall'Arte topiaria, alberi e cespugli tagliati e allevati in forme geometriche o fantastiche che venivano disposti lungo i viali alternati a vasi, statue, trofei. 
La maggior parte degli alberi del parco di Versailles venivano direttamente dalle foreste di Compiègne e dell'Artois: Carpini, Olmi, Tigli, Faggi. Le piante venivano trasportate fino al castello e trapiantate, operazione che si ripeteva assai regolarmente a causa della morte frequente delle essenze durante i trasporti e relativi trapianti. Vi erano inoltre anche piante che arrivavano da lontano, come gli Ippocastani dalla Turchia, Acacie. Piante più delicate, provenienti dall'Italia o dal bacino del Mediterraneo, come Melograni, Limoni, Aranci, Palme da Datteri, ecc. erano considerate rare e pregiate; erano ospitate in apposite strutture architettoniche esposte a sud dette Orangerie, Aranciere.
Per le bordure, le topiere e per i complessi ricami vegetali venivano usati alberi e arbusti più malleabili come il tasso, e il bosso.

## Teorici e mastri-giardinieri

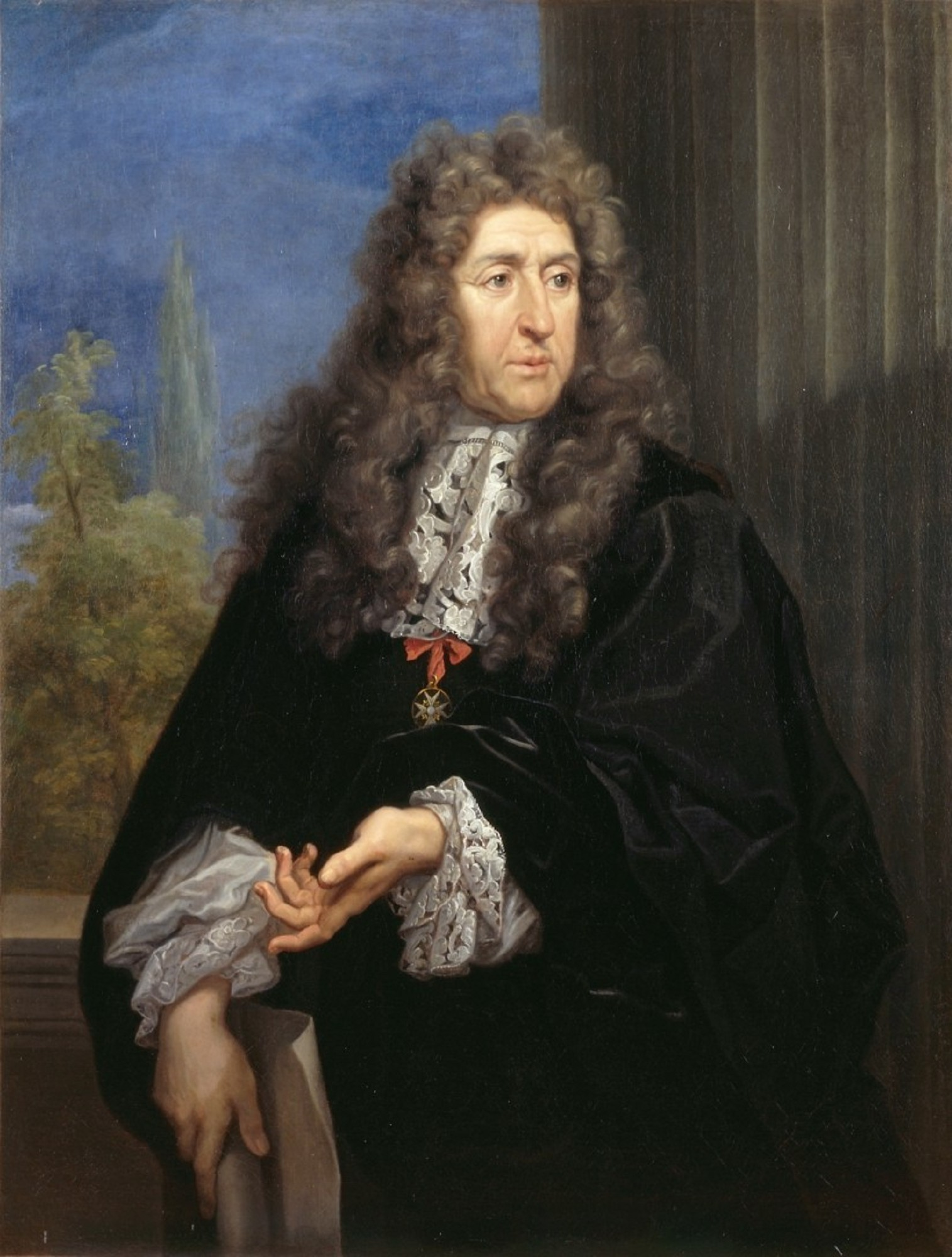
Ritratto di André Le Nôtre, il più grande mastro-giardiniere di Francia.

L'organizzazione del giardino alla francese è fissata dall'importanti opera di Antoine Joseph Dezallier d'Argenville: la Théorie et la pratique du jardinage (1709; 1713; 1732).
Jacques Boyceau (1560–1633) è il primo a concettualizzare lo stile francese nel suoTraité du jardinage selon les raisons de la nature et de l'art, pubblicato nel 1638. Vi definisce e disegna i parterres, i prati, i boschetti e altri ornamenti. La sua influenza si avverte nei giardini del Palazzo del Lussemburgo, delle Tuileries e di Saint-Germain.
Claude Mollet, giardiniere di Enrico IV di Francia, Luigi XIII e del giovane Luigi XIV pubblica il Théâtre des plans et jardinages, e realizza nel 1652 un giardino all'italiana al Castello di Anet. André Mollet, suo figlio, diffonde lo stile nei Paesi Bassi e in Gran Bretagna, iniziando la moda del giardino "alla francese" che tutta una scuola di giardinieri riproduce e evolve in tutta Europa. Primo fra tutti André Le Nôtre, ma anche Pierre Desgotz, Claude Desgots, Jean-Charles Garnier d'Isle, René Carlier, Jean-Baptiste Robillon ecc.
André Le Nôtre faceva parte dell'Académie d'architecture, formato sul disegno architettonico. Infatti i mastri-giardinieri francesi del XVII secolo lasciano trasparire una certa predominanza architettonica. Il giardino francese è lo sfondo o la scena dell'abitazione, contrariamente ai giardini antichi e a quelli arabo-andalusi, che erano dei giardini abitativi, una continuità della dimora. Il giardino è disegnato come un edificio, come una successione di stanze atte al riposo, ad accogliere sorprese e prospettive, giochi di luci e ombre e creare delle illusioni. Non a caso il vocabolario architettonico utilizzato nella descrizione di un giardino alla francese traduce le intenzioni del disegnatore: Sale, Camere, "Théâtres de verdure", ci si sposta attraverso muri vegetali dati da alberi tagliati piatti, o lungo "Escaliers d'eau" (Scale d'acqua). Si ricopre il suolo con Tappeti d'erba ricamati da piccole e complesse siepi di bosso.
I mastri-idraulici utilizzano tutti i principi della gravità e dei vasi comunicanti, le terrazze permettono di portare l'acqua a dei livelli superiori atti a spingere gli zampilli delle fontane molto in alto, o a far scendere l'acqua per delle scalinate o cascate. I bacini svolgono un ruolo di specchi giganteschi. Nel boschetto del Marais a Versailles, il paesaggista del Re Sole, André Le Nôtre, dispose dei tavoli di marmo bianco e rosso per servire dei buffet. L'acqua che scivola via forma delle caraffe, dei bicchieri e dei vasi virtuali che imitano i cristalli.

## Elenco dei giardini alla francese

### Predecessori rinascimentali francesi
- Castello di Anet (1536)
- Castello di Villandry (1536, distrutto nel XIX secolo e ricreato nel 1906)
- Castello di Fontainebleau (1522–1540)
- Castello di Chenonceau, giardino di Diana di Poitiers e di Caterina de' Medici (1559–1570)
- Giardini delle Tuileries di Caterina de' Medici (1564)

### Giardini disegnati da André Le Nôtre[16]
- Giardini del Palazzo del Lussemburgo
- Castello di Vaux-le-Vicomte (1658–1661)
- Reggia di Versailles (1662–1700)
- Castello di Chantilly (1663–1684)
- Castello di Fontainebleau (1645–1685)
- Castello di Saint-Cloud (1664–65)
- Giardino delle Tuileries (1664)
- Grand Canal dei giardini di Versailles (1668–1669)
- Castello di Saint-Germain-en-Laye (1669–1673)
- Castello di Sceaux (1670)
- Castello di Dampierre (1673–1783)
- Grand Trianon a Versailles (1687–1688)
- Castello di Clagny (1674–1680)
- Castello di Meudon (1679-1681)
- Castello di Cordès a Orcival (1695)
- Castello di Montmirail
- Castello di Pontchartrain

### Giardini attribuiti a André Le Nôtre
- Castello di Le Raincy
- Castello di Valgenceuse a Senlis
- Castello di Courances
- Palazzo Vescovile di Castres (1616)
- Castello di Castries
- Castello Reale di Racconigi

### Altri giardini in Francia
- Castello di Champs-sur-Marne (1710)
- Castello di Breteuil (1730–1784)
- Castello di Pignerolle ad Angers (1776)
- Castello di Hautefort
- Castello di La Roche-Guyon
- Castello di Josselin
- Castello di Cormatin
- Castello di Beaumesnil
- Castello di Lunéville

### Giardini alla francese fuori la Francia

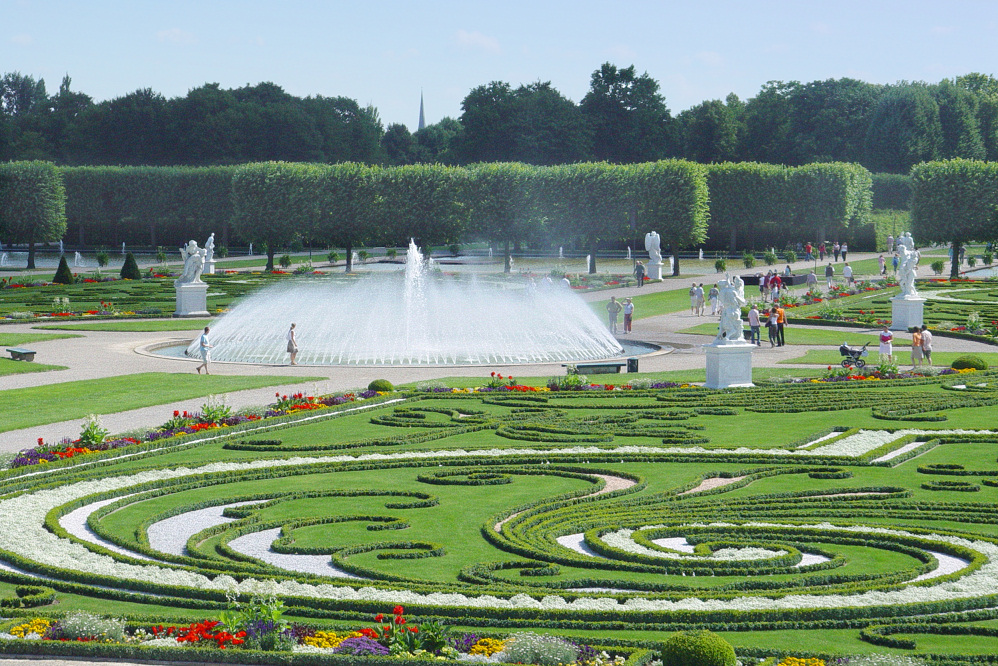
I Giardini reali di Herrenhausen.

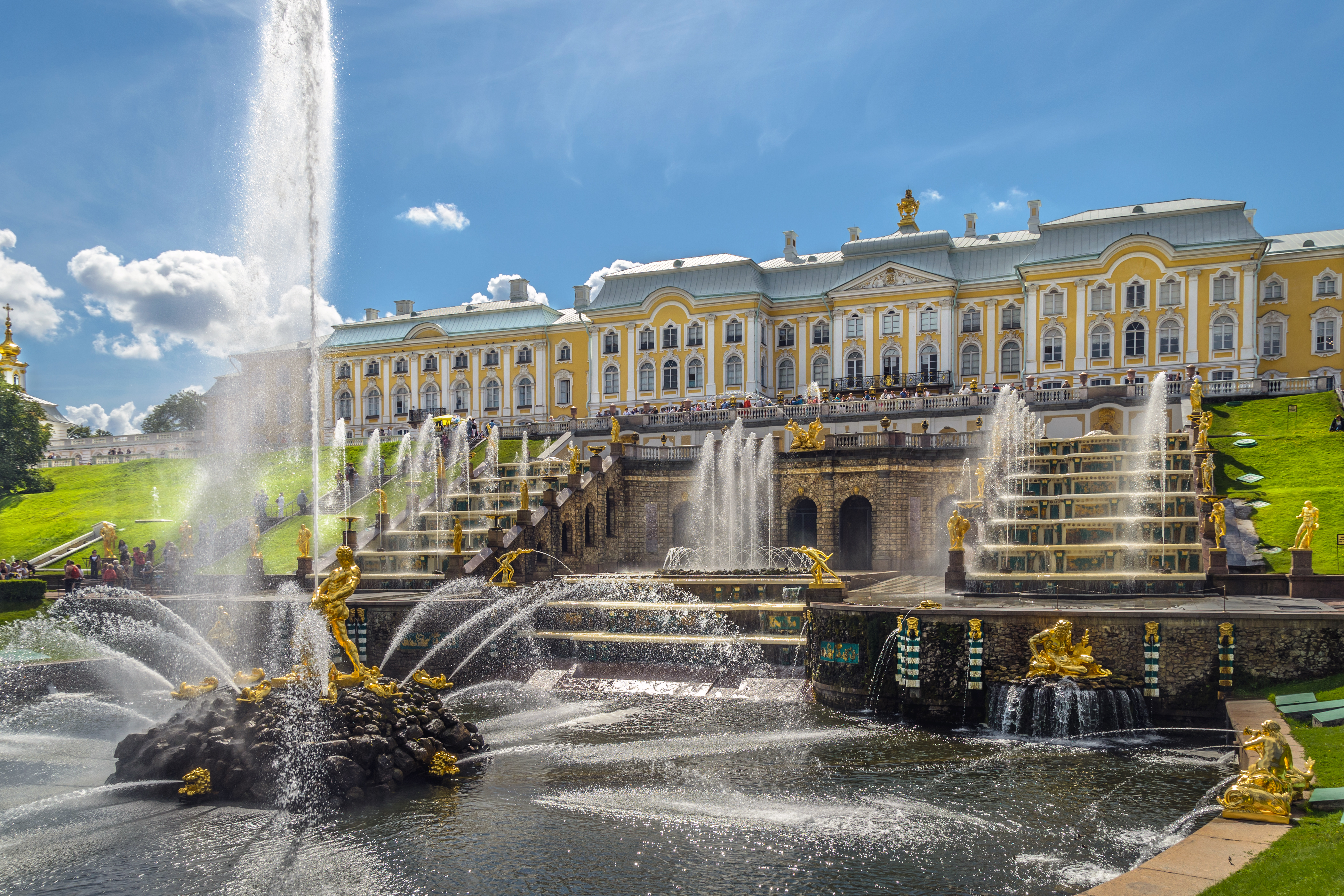
La Grand Cascade della Reggia di Peterhof a San Pietroburgo.

- Giardini reali di Herrenhausen, Hannover, Germania (1666-1680)
- Palazzo di Het Loo a Apeldoorn, Paesi Bassi (1684)
- Castello di Schönbrunn, Vienna, Austria (1695-1755)
- Castello di Nymphenburg, Monaco di Baviera (1701-15)
- Castello di Schleißheim, Monaco di Baviera (1701-26)
- Giardini di Blenheim Palace, Gran Bretagna (1705–1724)
- Giardino d'estate, San Pietroburgo, Russia (1712-1725)
- Reggia di Peterhof a San Pietroburgo, Russia (1714–1725)
- Giardino del Palazzo di Caterina a Carskoe Selo, Russia (1717-1720)
- Giardini del Belvedere, Vienna, Austria (1725)
- Castello di Augustusburg a Brühl, Germania (1728-29)
- Palazzo Branicki,  Białystok, Polonia (1737–1771)
- Giardini di Kuskovo, Mosca, Russia (1750–1780)
- Castello Reale di Racconigi (1755)
- Giardini di Karlsaue, Kassel, Germania (ricostruiti prima del 1785)
- Giardini di Villa Arconati, Bollate, Italia (1742-1772)

### XIX-XX secolo
- Jardin de la Magalone, Marsiglia, creato da Eduard Andre, 1891.
- Nemours Mansion a Wilmington, Stati Uniti d'America, creato da AlfrI. du Pont all'inizio del XX secolo.
- Pavillon de Galon a Cucuron, Francia, del 2004